# Conseil de la langue norvégienne
Le Conseil de la Langue norvégienne (en norvégien : Språkrådet), fondé en 1972, est une institution consultative destinée à normaliser et perfectionner le norvégien mais aussi d'en protéger ses variations dialectales.

## Description
Les objectifs du Conseil sont de protéger les acquis culturels de la langue norvégienne écrite et parlée, de favoriser des initiatives pour mieux la faire connaître, ainsi que connaître son histoire afin de favoriser la tolérance et le respect mutuel parmi tous ses utilisateurs dans les différents dialectes, et enfin pour protéger les droits de chaque citoyen sur l'utilisation de cette langue.
Il donne aussi des conseils aux autorités sur différents sujets concernant le norvégien. Entre autres, en ce qui concerne l'utilisation du Norvégien, dans les écoles, à la Norsk rikskringkasting et aux différents corps de gouvernement. Il soumet des rapports sur la codification de la langue et sur l'écriture des noms de lieu. Il donne aussi des conseils au grand public. Il participe à la coopération nordique pour la culture linguistique.
Le Conseil a été créé en 1972. Sa publication principale est le journal trimestriel Språknytt (no) (« Nouvelles de la langue »). Le conseil a un personnel d'environ 20 personnes. Il est soumis au ministère norvégien de la Culture et de l'Égalité (en).